# Saint-Pé-Saint-Simon
Saint-Pé-Saint-Simon (okzitanisch Sent Pèr e Sent Simon) ist eine französische Gemeinde mit 185 Einwohnern (Stand: 1. Januar 2022) im Département Lot-et-Garonne in der Region Nouvelle-Aquitaine (vor 2016 Aquitaine). Sie gehört zum Arrondissement Nérac und zum Kanton L’Albret. 

## Geografie
Die Gemeinde Saint-Pé-Saint-Simon liegt in den südöstlichsten Ausläufern der Landes de Gascogne an der Grenze zu den Départements Landes und Gers, etwa 50 Kilometer westsüdwestlich von Agen. An der westlichen Gemeindegrenze verläuft das Flüsschen Rimbez und mündet dort in die Gélise. Umgeben wird Saint-Pé-Saint-Simon von den Nachbargemeinden Sos im Norden und Nordosten, Sainte-Maure-de-Peyriac im Osten, Castelnau d’Auzan Labarrère im Südosten und Süden sowie Escalans im Westen.

## Bevölkerungsentwicklung
| Jahr                       | 1962 | 1968 | 1975 | 1982 | 1990 | 1999 | 2006 | 2015 | 2022 |
| Einwohner                  | 312  | 258  | 228  | 221  | 199  | 211  | 209  | 212  | 185  |
| Quellen: Cassini und INSEE |      |      |      |      |      |      |      |      |      |

## Sehenswürdigkeiten
- Kirche Saint-Pierre in Saint-Pé aus dem 16. Jahrhundert
- Kirche Saint-Simon aus dem 12. Jahrhundert, Monument historique seit 1951

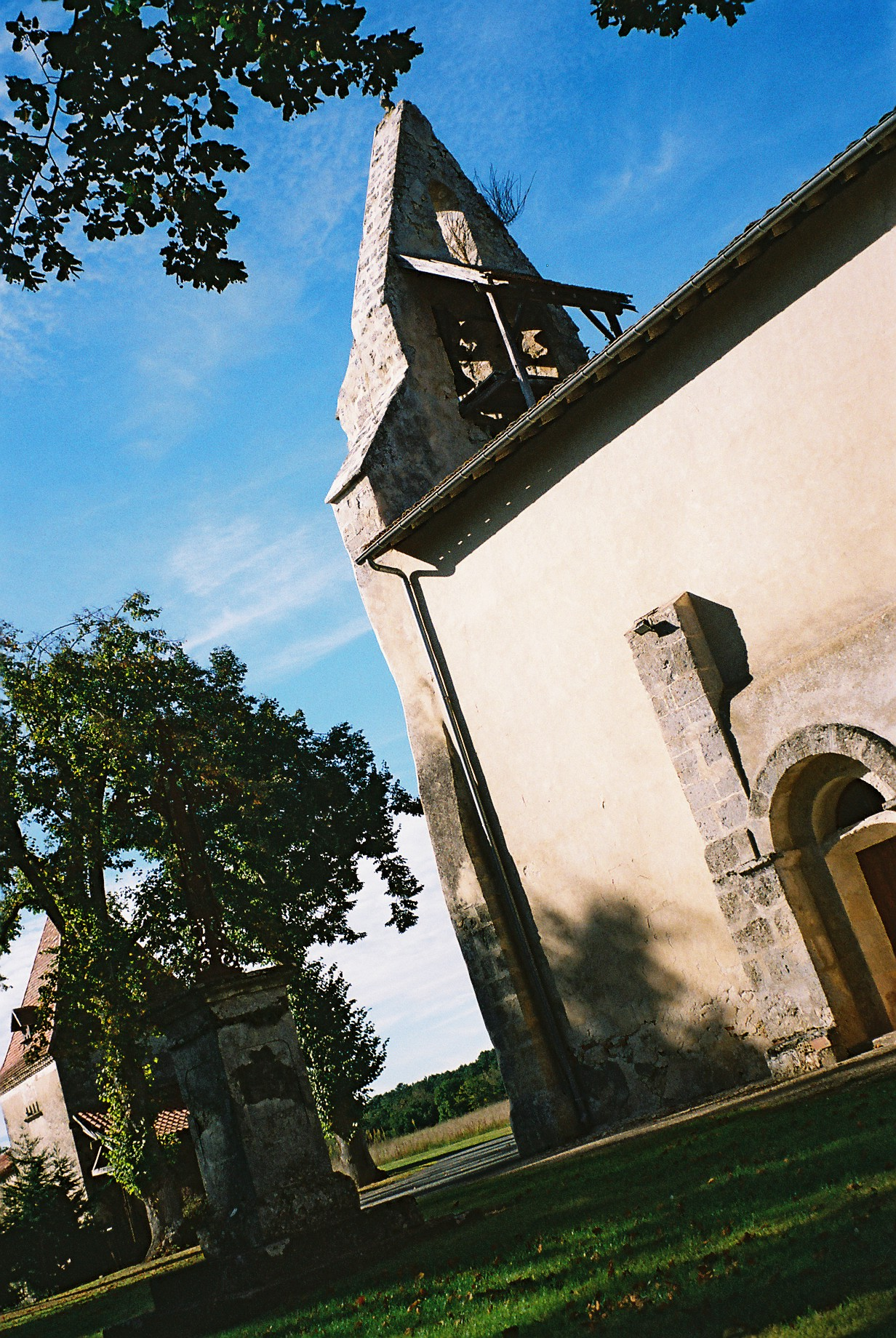
Kirche Saint-Pierre
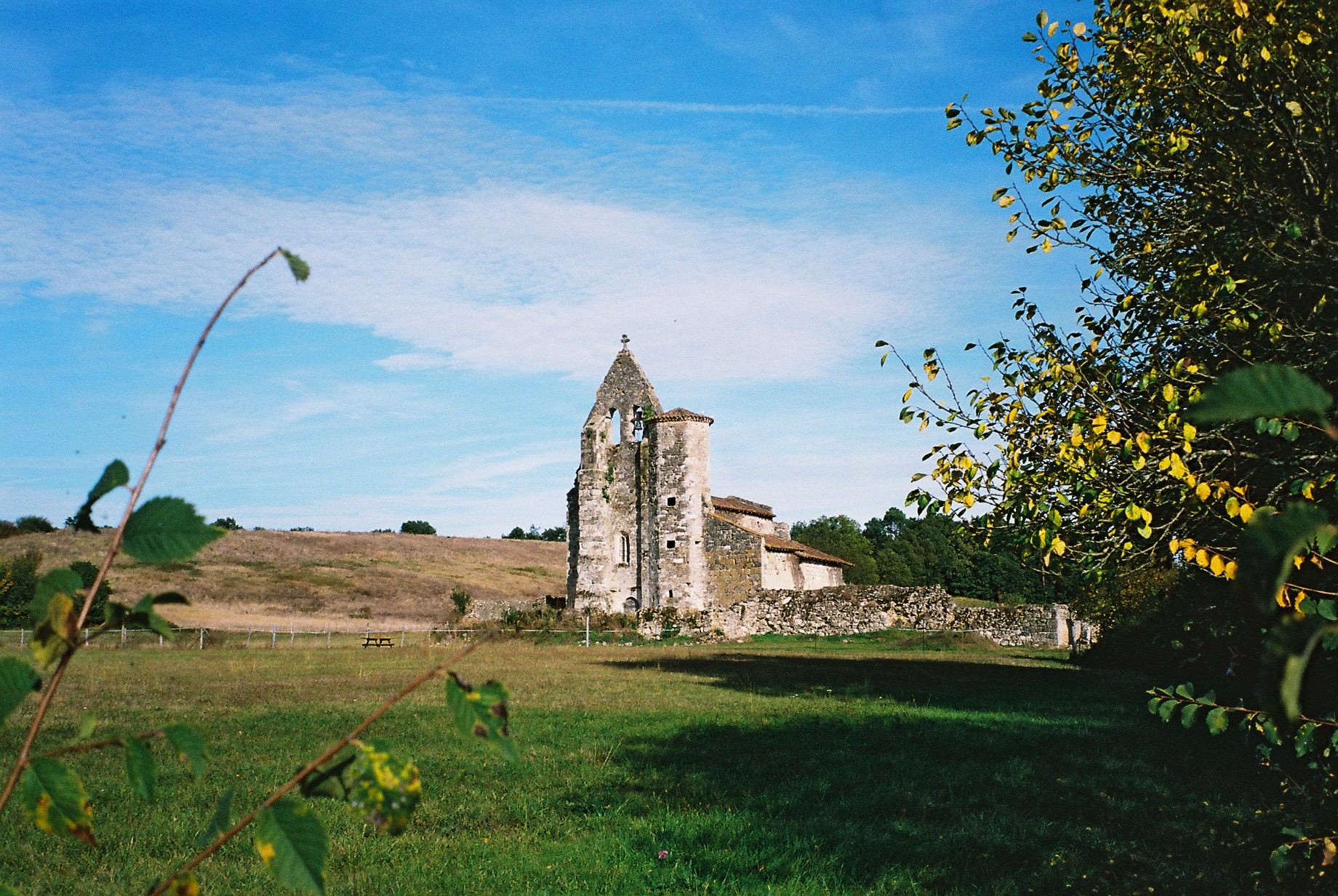
Kirche Saint-Simon